# Arrondissement di Grenoble
L'arrondissement di Grenoble è un arrondissement dipartimentale della Francia situato nel dipartimento dell'Isère, nella regione dell'Alvernia-Rodano-Alpi.

## Storia
Fu creato nel 1800, sulla base dei preesistenti distretti. Nel 1926 vi fu integrato l'arrondissement soppresso di Saint-Marcellin.

## Composizione
L'arrondissement è diviso in 297 comuni raggruppati in 39 cantoni, elencati di seguito:
- cantone di Allevard
- cantone di Le Bourg-d'Oisans
- cantone di Clelles
- cantone di Corps
- cantone di Domène
- cantone di Échirolles-Est
- cantone di Échirolles-Ovest
- cantone di Eybens
- cantone di Fontaine-Sassenage
- cantone di Fontaine-Seyssinet
- cantone di Goncelin
- cantoni di Grenoble, numerati da 1 a 6
- cantone di Mens
- cantone di Meylan
- cantone di Monestier-de-Clermont
- cantone di La Mure
- cantone di Pont-en-Royans
- cantone di Rives
- cantone di Roybon
- cantone di Saint-Égrève
- cantone di Saint-Étienne-de-Saint-Geoirs
- cantone di Saint-Ismier
- cantone di Saint-Laurent-du-Pont
- cantone di Saint-Marcellin
- cantone di Saint-Martin-d'Hères-Nord
- cantone di Saint-Martin-d'Hères-Sud
- cantone di Le Touvet
- cantone di Tullins
- cantone di Valbonnais
- cantone di Vif
- cantone di Villard-de-Lans
- cantone di Vinay
- cantone di Vizille
- cantone di Voiron